# Pultenaea stricta
Pultenaea stricta är en ärtväxtart som beskrevs av John Sims. Pultenaea stricta ingår i släktet Pultenaea och familjen ärtväxter. Inga underarter finns listade i Catalogue of Life.